# ボトルネック

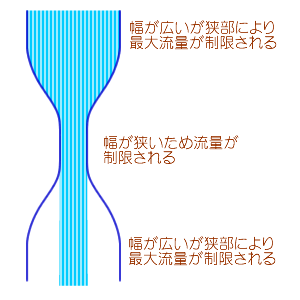
ボトルネック概念図

ボトルネック（英: bottleneck）とは、システム設計上の制約の概念。英語の「瓶の首」の意。一部（主に化学分野）においては律速（、「速さ」を「律する（制御する）」要素を示すために使われる）、また、隘路（）という同意語も存在する。
80-20の法則などが示すように、物事がスムーズに進行しない場合、遅延の原因は全体から見れば小さな部分が要因となっており、他所をいくら向上させても状況改善が認められない場合が多い。このような要因部分を、ボトルネックという。
瓶のサイズがどれほど大きくても、中身の流出量・速度（スループット）は、狭まった首のみに制約を受けることからの連想である。

## さまざまなボトルネック
以下に、いろいろな場面におけるボトルネックの例を挙げる。

### 情報技術
- ノイマンズ・ボトルネック（フォンノイマン・ボトルネック）。ノイマン型も参照。
- プログラミングでは特にボトルネックが劇的な性能差を引き起す場合（百倍から百万倍などのケース）があるため、処理時間の分布を分析することは重要である（性能解析）。逆にボトルネックではない部分をいくら改善しても、かかるコストに対して得られる向上は少なく全体の損失となる（アムダールの法則。この点は他の項目においても同様である）。ボトルネックを感知する能力は設計者として重要な資質である。
- ネットワークでは通信帯域幅が狭い地点を指す。ネットワーク上における一地点のパケット通信が混雑もしくは低速の場合、その前後のネットワークの速度が高速またはデータが疎に係わらず通信速度の最大値が混雑している一地点の速度に抑えられてしまう。
  - 通信経路上における、スイッチ・ルーター等のネットワーク機器のネットワーク転送性能や、ネットワーク回線の帯域幅がボトルネックになる。また、経路上の特定の回線やルーターで輻輳が発生した場合にも同様である。
  - 通信の主体となるコンピュータ自体において、内部バス転送性能、ディスクの入出力性能などがボトルネックになる事がある[1]。（スループット参照）
  - プロトコルの各種制御（パケット通信、誤り制御、フロー制御等）によるオーバーヘッドがボトルネックになる場合もある。

### 経済・経営
- 経済政策では、一般的に、「需要と供給の不一致」または「負の外部性」によって、経済成長が阻害されていることを指す。
- ネットワーク経済において、必要不可欠な設備を独占することを、「ボトルネック独占」と呼ぶ。
- 制約条件の理論 : 工場経営において、生産ラインにボトルネックがある場合、他の生産プロセスを改善しても全体のアウトプットは増加しない（ザ・ゴールより）。

### 交通や河川

道路工事での車線減少に伴うボトルネック

河川、道路等では流量の妨げとなっている箇所のことをいう。具体的には、赤信号時間が相対的に長い交差点や幅員減少・車線減少により渋滞を起こす箇所、河川断面が狭隘となり十分な水量を流下させることができない箇所のことをいう。鉄道では大部分が複線の路線においてごく一部分だけ単線になっている区間など、列車本数が線路上限定され、増発や輸送障害時の対応が難しくなっている箇所を指す。
また、国土交通省では都市部の踏切について、列車本数が多いため道路交通に支障をきたす箇所のうち、遮断時間が長い踏切を「開かずの踏切」と呼ぶ一方、交通遮断量（交通量 x 遮断時間）が大きい踏切を「ボトルネック踏切」と呼んでいる。
歩行者交通では出入り口や階段などがボトルネックとなる。群集事故の原因となりやすいため、混雑が予想される場合はあらかじめ適切な通路設計や誘導を要する。

### 進化
遺伝的ボトルネックすなわち遺伝的多様性の急激な減少。狭い瓶の首から少数のものを取り出す場合と同じ原理であることからいう。

### 銃

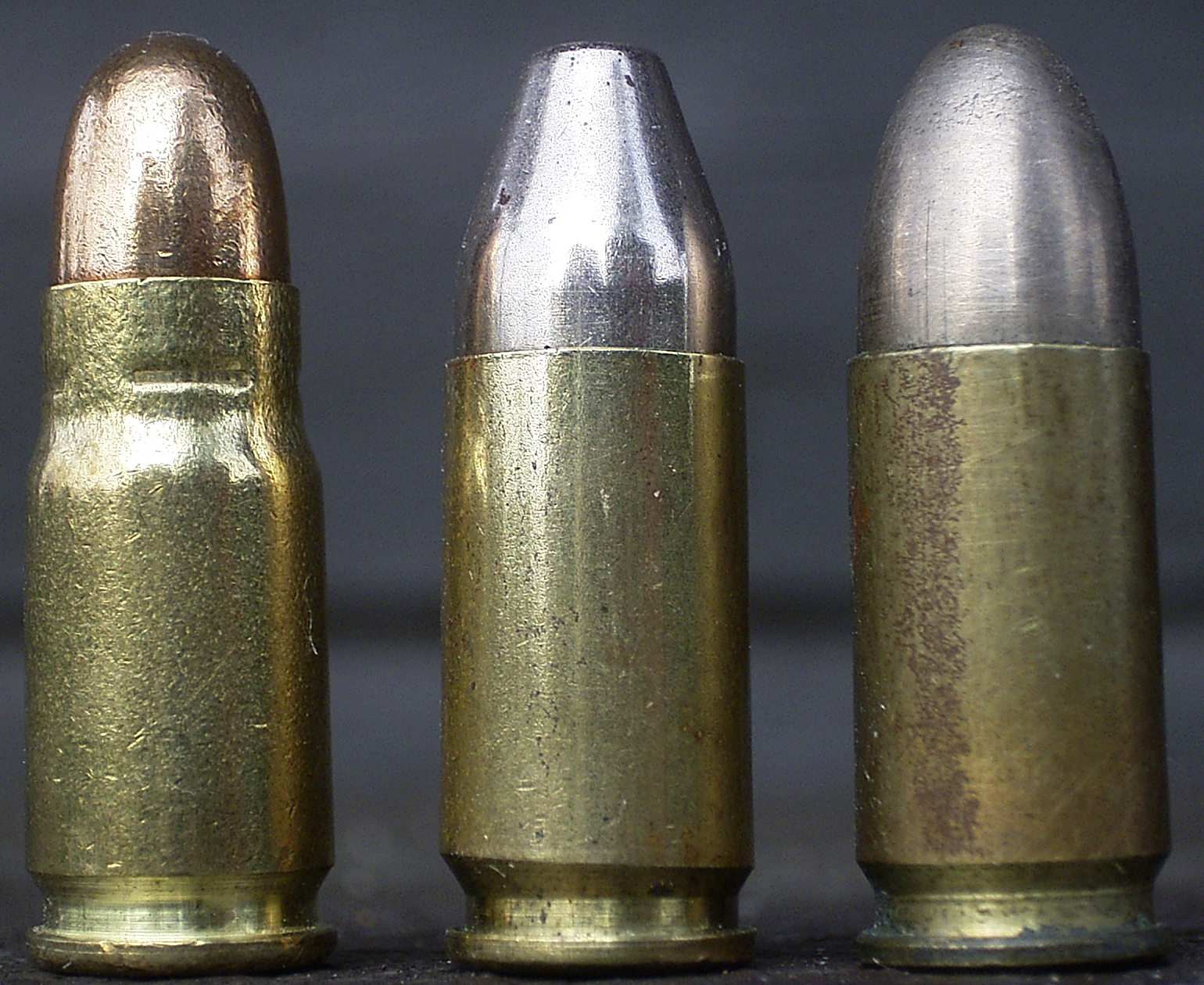
ボトルネック型と非ボトルネック型の実包の例。
左:7.65x21mmパラベラム弾、ボトルネック型の薬莢。
右2種: 9x19mmパラベラム弾、非ボトルネック型の薬莢。

ライフルや拳銃に用いられる金属製薬莢を用いた実包の中には、薬莢自体の径よりも小さな弾頭を取り付けるために、薬莢の径を弾頭の大きさに合わせて絞り込んだ形状のものが用いられることがあり、この薬莢の絞りをボトルネックと呼ぶ。こうした構造により弾頭径と同径の薬莢を用いるよりも装薬量を増やせるために、弾頭の推進力が上がり初速が増すことで威力や飛距離を伸ばすことが可能となる。しかし、ボトルネックを用いた実包を使用する銃器の場合、薬室を薬莢のボトルネックに合わせて精密に加工する必要があり、発射圧力も増すために強固な閉鎖機構が必要となるため、ハンドガンにおいて銃器を小型化したい場合や、リボルバーやストレートブローバックなどの出来るだけ簡素な構造としたい場合にはボトルネックは用いられないことが多い。

### 化学
物理化学における反応速度論で、律速段階とは化学反応機構の中で最も遅く、その結果として生成物を生成する全反応の速度を支配する反応である。